# 1150
Il 1150 (MCL in numeri romani) è un anno  del XII secolo.

## Eventi
- Stesura, da parte del filosofo platonico francese Bernardo di Tours, del testo Megacosmo e Microcosmo
- Viene fondata la città di Recanati
- Enrico il Leone, duca di Sassonia, invade la Baviera, proclamandosene erede
- Pistoia sconfigge Firenze aiutata da Federico Barbarossa

## Nati
- Agnese di Loon, nobile tedesca († 1191)
- Baldovino V di Hainaut, conte († 1195)
- Bonifacio I del Monferrato, sovrano italiano († 1207)
- Manuele Camytzes, generale bizantino
- Canuto I di Svezia, re († 1196)
- Andrea Cappellano, scrittore e religioso francese († 1220)
- Cristina l'Ammirabile, mistica belga († 1224)
- Fakhr al-Dīn al-Rāzī, filosofo e teologo persiano († 1210)
- Hugues de Berzé, francese († 1220)
- Maurizio I di Oldenburg, conte tedesco († 1209)
- Saxo Grammaticus, storico danese († 1220)
- Stefano di Châtillon, abate, vescovo cattolico e santo francese († 1208)
- Samuel ben Judah ibn Tibbon, rabbino e filosofo francese († 1230)
- Leone II d'Armenia, re armeno († 1219)
- Eble de Saignas, trovatore francese
- Alasia del Monferrato, nobildonna († 1232)
- Andrea di Chavigny, militare francese († 1202)

## Morti
- 19 febbraio - Ibn Masal
- 8 agosto - Famiano, monaco cristiano tedesco
- 15 agosto - Guido da Vico, cardinale italiano
- 27 agosto - Guarino di Sion, vescovo cattolico e santo francese
- 25 novembre - García IV Ramírez di Navarra, re
- Adelasia di Adernò, nobile normanna
- Elena Alanka, nobildonna russa (n. 1100)
- Enrico Berengario Hohenstaufen, re (n. 1137)
- Jabir ibn Aflah al-Ishbili, matematico e astronomo arabo
- Teobaldo Roggeri, italiano
- Ottone I di Salm, nobile tedesco
- Robert de Sigello, politico e vescovo cattolico inglese
- Giovanni da Oppido, compositore e viaggiatore italiano (n. 1070)

## Calendario
| Calendario 1150 | Calendario 1150 | Calendario 1150 | Calendario 1150 | Calendario 1150 | Calendario 1150 | Calendario 1150 | Calendario 1150 | Calendario 1150 | Calendario 1150 | Calendario 1150 | Calendario 1150 | Calendario 1150 | Calendario 1150 | Calendario 1150 | Calendario 1150 | Calendario 1150 | Calendario 1150 | Calendario 1150 | Calendario 1150 | Calendario 1150 | Calendario 1150 | Calendario 1150 | Calendario 1150 | Calendario 1150 | Calendario 1150 | Calendario 1150 | Calendario 1150 | Calendario 1150 | Calendario 1150 | Calendario 1150 | Calendario 1150 | Calendario 1150 |
| --------------- | --------------- | --------------- | --------------- | --------------- | --------------- | --------------- | --------------- | --------------- | --------------- | --------------- | --------------- | --------------- | --------------- | --------------- | --------------- | --------------- | --------------- | --------------- | --------------- | --------------- | --------------- | --------------- | --------------- | --------------- | --------------- | --------------- | --------------- | --------------- | --------------- | --------------- | --------------- | --------------- |
|                 | 1               | 2               | 3               | 4               | 5               | 6               | 7               | 8               | 9               | 10              | 11              | 12              | 13              | 14              | 15              | 16              | 17              | 18              | 19              | 20              | 21              | 22              | 23              | 24              | 25              | 26              | 27              | 28              | 29              | 30              | 31              |                 |
| Gennaio         | Do              | Lu              | Ma              | Me              | Gi              | Ve              | Sa              | Do              | Lu              | Ma              | Me              | Gi              | Ve              | Sa              | Do              | Lu              | Ma              | Me              | Gi              | Ve              | Sa              | Do              | Lu              | Ma              | Me              | Gi              | Ve              | Sa              | Do              | Lu              | Ma              |                 |
| Febbraio        | Me              | Gi              | Ve              | Sa              | Do              | Lu              | Ma              | Me              | Gi              | Ve              | Sa              | Do              | Lu              | Ma              | Me              | Gi              | Ve              | Sa              | Do              | Lu              | Ma              | Me              | Gi              | Ve              | Sa              | Do              | Lu              | Ma              |                 |                 |                 |                 |
| Marzo           | Me              | Gi              | Ve              | Sa              | Do              | Lu              | Ma              | Me              | Gi              | Ve              | Sa              | Do              | Lu              | Ma              | Me              | Gi              | Ve              | Sa              | Do              | Lu              | Ma              | Me              | Gi              | Ve              | Sa              | Do              | Lu              | Ma              | Me              | Gi              | Ve              |                 |
| Aprile          | Sa              | Do              | Lu              | Ma              | Me              | Gi              | Ve              | Sa              | Do              | Lu              | Ma              | Me              | Gi              | Ve              | Sa              | Do              | Lu              | Ma              | Me              | Gi              | Ve              | Sa              | Do              | Lu              | Ma              | Me              | Gi              | Ve              | Sa              | Do              |                 |                 |
| Maggio          | Lu              | Ma              | Me              | Gi              | Ve              | Sa              | Do              | Lu              | Ma              | Me              | Gi              | Ve              | Sa              | Do              | Lu              | Ma              | Me              | Gi              | Ve              | Sa              | Do              | Lu              | Ma              | Me              | Gi              | Ve              | Sa              | Do              | Lu              | Ma              | Me              |                 |
| Giugno          | Gi              | Ve              | Sa              | Do              | Lu              | Ma              | Me              | Gi              | Ve              | Sa              | Do              | Lu              | Ma              | Me              | Gi              | Ve              | Sa              | Do              | Lu              | Ma              | Me              | Gi              | Ve              | Sa              | Do              | Lu              | Ma              | Me              | Gi              | Ve              |                 |                 |
| Luglio          | Sa              | Do              | Lu              | Ma              | Me              | Gi              | Ve              | Sa              | Do              | Lu              | Ma              | Me              | Gi              | Ve              | Sa              | Do              | Lu              | Ma              | Me              | Gi              | Ve              | Sa              | Do              | Lu              | Ma              | Me              | Gi              | Ve              | Sa              | Do              | Lu              |                 |
| Agosto          | Ma              | Me              | Gi              | Ve              | Sa              | Do              | Lu              | Ma              | Me              | Gi              | Ve              | Sa              | Do              | Lu              | Ma              | Me              | Gi              | Ve              | Sa              | Do              | Lu              | Ma              | Me              | Gi              | Ve              | Sa              | Do              | Lu              | Ma              | Me              | Gi              |                 |
| Settembre       | Ve              | Sa              | Do              | Lu              | Ma              | Me              | Gi              | Ve              | Sa              | Do              | Lu              | Ma              | Me              | Gi              | Ve              | Sa              | Do              | Lu              | Ma              | Me              | Gi              | Ve              | Sa              | Do              | Lu              | Ma              | Me              | Gi              | Ve              | Sa              |                 |                 |
| Ottobre         | Do              | Lu              | Ma              | Me              | Gi              | Ve              | Sa              | Do              | Lu              | Ma              | Me              | Gi              | Ve              | Sa              | Do              | Lu              | Ma              | Me              | Gi              | Ve              | Sa              | Do              | Lu              | Ma              | Me              | Gi              | Ve              | Sa              | Do              | Lu              | Ma              |                 |
| Novembre        | Me              | Gi              | Ve              | Sa              | Do              | Lu              | Ma              | Me              | Gi              | Ve              | Sa              | Do              | Lu              | Ma              | Me              | Gi              | Ve              | Sa              | Do              | Lu              | Ma              | Me              | Gi              | Ve              | Sa              | Do              | Lu              | Ma              | Me              | Gi              |                 |                 |
| Dicembre        | Ve              | Sa              | Do              | Lu              | Ma              | Me              | Gi              | Ve              | Sa              | Do              | Lu              | Ma              | Me              | Gi              | Ve              | Sa              | Do              | Lu              | Ma              | Me              | Gi              | Ve              | Sa              | Do              | Lu              | Ma              | Me              | Gi              | Ve              | Sa              | Do              |                 |